# 吹波糖 (馬)
吹波糖，是日本純種競賽馬匹。生涯活躍於中距離賽事，曾於1995年勝出朝日盃三歲錦標及於1996年勝出秋季天皇賞。由於其在其父系週日寧靜第二年子嗣中的表現較佳，因而和表現同樣優秀的同父馬夜舞、石野週日及欽點被稱爲「週日四天王」（サンデー四天王）。

## 出賽前
1993年4月11日出生於北海道千歲市社台牧場，成長途中於一口馬主俱樂部Shadai Race Horse Co. Ltd.進行馬主募集。
其後交由美浦訓練中心練馬師藤澤和雄訓練。

## 競賽生涯

### 3歲（現2歲）
1995年10月7日出戰東京競馬場3歲新馬戰，儘管其於直路追趕，但仍然無法對前方的領放馬組成威脅，最終以第三完賽。
其後出戰另一場3歲新馬戰，比賽開始後選擇以積極的策略展開領放，一直保持優勢下成功拋離對手，最終以1馬位優勢取得首勝。
11月19日出戰府中三歲錦標，比賽初段處於第二的位置穩步追走，並於進入直路後隨即加速取得領先，其後亦成功抵擋後方Sakura Speed O的追擊，最終拉開對手1馬位取得連勝。
12月10日出戰朝日盃三歲錦標，賽前獲得第一人氣。比賽開始後，其順利出閘的吹波糖保持於先頭位置緊咬領放馬推進，並於比賽途中壓制上前的衝動一直保持穩定節奏。進入直路後，其以優秀的反應一直壓制一同衝出的榮進佳文，最終於騎師岡部幸雄收緊繮繩減速的情況下仍然可以以3/4馬位優勢贏得首個一級賽冠軍。
年末，由於其以三連勝的姿態勇奪一級賽冠軍，因而在評選中以近乎全票的176票當選最佳3歲雄馬。

### 4歲（現3歲）
1996年以春季錦標作爲年度首戰，並於賽前以1.5倍獨贏賠率獲得第一人氣。比賽開始後，其選擇於後方內欄位置等待時機，並於比賽途中一直以緩慢的速度行進。進入直路後，騎師岡部指揮其抽出外檔望空加速，於其轟出後600米35.7秒的末腳下，其瞬間超越所有對手取得領先，最終以1/2馬位優勢取得四連勝。
其後陣營以皋月賞爲目標備戰，然而於4月5日的訓練後被發現右後腳第一趾籽骨骨折，完全康復需要約6個月的時間，因而遺憾缺席皋月賞及東京優駿（日本打吡）。
休養完成後，陣營宣佈吹波糖秋季的目標非經典三冠尾關菊花賞，而是考慮其距離適性後決定以秋季天皇賞爲目標，希望和一衆年長馬匹決戰。
作爲秋季天皇賞的熱身，其於10月6日出戰前哨戰每日王冠，雖然面對一衆前輩，但其仍然取得第二人氣。比賽開始後，其處於中團位置追走，雖然於直路表現出不俗的末腳速度，但仍然無法超越前方第六人氣美好年華及第八人氣Toyo Lyphard兩匹伏兵，最終以第三落敗。
10月27日按照計劃出戰秋季天皇賞，賽前落後於春季天皇賞冠軍櫻花桂冠及京都大賞典冠軍美麗週日取得第三人氣。比賽開始後，前方由Tokai Taro帶出，吹波糖選擇於第三的先頭位置展開推進，美麗週日處於中團位置，而櫻花桂冠則於後方追走。進入直路後，其成功展開加速並於直路中段取得領先，雖然此時後方外檔的摩耶重炮、櫻花桂冠及美麗週日以凌厲姿態不斷來襲，但吹波糖仍然可以抵擋壓力保持速度，最終以1/2馬位優勢率先衝線，成爲1984年日本引入分級制以來首匹勝出秋季天皇賞的4歲馬。
其後出戰日本盃並重新由岡部執繮，可惜於直路不斷失速後退下沉底，最終以第十三大敗。

### 5歲（現4歲）
1997年於年初休養約半年後於鳴尾紀念復出，縱然其雖然背負59公的頂磅，但仍然可以於採取先行戰術下在於直路轟出全場最快末腳，最終拉開第二的Tokai Karo 2馬位再度取得冠軍。
7月6日出戰前半年最大目標寶塚紀念，比賽途中保持於中團位置穩步推進，於最後彎道領放及先行馬逐漸力弱下開始發力取得領先。然而進入直路後，其未能保持全速衝刺，最終於最後關頭被後上的美麗週日超越，以頸位差距憾負。
入秋後以每日王冠作爲起動戰，於其中爆發出優秀的加速力下輕鬆取得領先，最終以1/2馬位優勢取得優勝。
10月26日出戰秋季天皇賞，賽前因其劍指連霸的姿態而取得第一人氣。比賽開始後，其保持於第三左右的位置推進，於通過最後彎道待領放馬無聲鈴鹿失速後，其趁機發力衝出搶佔連勝位置。進入直路後，其隨即加速並展開衝刺，於直路中段和後方衝出的氣槽展開纏鬥，可惜稍爲處於弱勢下無法阻止對手率先透出，最終以頸位落敗得第二。
11月23日出戰日本盃，將和氣槽再次展開決戰，而本次比賽備受矚目的賽駒亦有於凱旋門大賽取得亞軍的英國代表必得時機。比賽開始後，其和氣槽一同處於先頭位置，而必得時機則於稍候方逐步推進。進入直路後，在吹波糖旁邊的氣槽率先衝出，其和必得時機亦隨即跟上衝刺。然而此追逐戰展開不久，其明顯表現出較乏力的狀態，最終無法追上氣槽下再被必得時機超越，以第三落敗。
完成日本盃後陣營表示將會避戰有馬紀念，同時亦發表安排其退役的消息。

### 詳細賽績
| 日期       | 舉辦國家 | 馬場 | 距離   | 級別 | 賽事名稱       | 負重 | 騎師     | 馬號 | 出馬 | 名次 | 時間   | 頭馬（二馬）         |
| ---------- | -------- | ---- | ------ | ---- | -------------- | ---- | -------- | ---- | ---- | ---- | ------ | -------------------- |
| 7/10/1995  | 日本     | 東京 | 草1800 |      | 3歲新馬        | 53   | 岡部幸雄 | 1    | 12   | 3    | 1.53.7 | Abiru Sun God        |
| 29/10/1995 | 日本     | 東京 | 草1800 |      | 3歲新馬        | 53   | 岡部幸雄 | 1    | 9    | 1    | 1.49.3 | （Toshin Atlas）     |
| 19/11/1995 | 日本     | 東京 | 草1800 | OP   | 府中三歲錦標   | 54   | 岡部幸雄 | 7    | 12   | 1    | 1.50.0 | （Sakura Speed O）   |
| 10/12/1995 | 日本     | 中山 | 草1600 | GI   | 朝日盃三歲錦標 | 54   | 岡部幸雄 | 4    | 12   | 1    | 1.34.2 | （Eishin Guymon）    |
| 24/3/1996  | 日本     | 中山 | 草1800 | GII  | 春季錦標       | 56   | 岡部幸雄 | 2    | 13   | 1    | 1.50.1 | （沉默歡呼）         |
| 6/10/1996  | 日本     | 東京 | 草1800 | GII  | 每日王冠       | 56   | 岡部幸雄 | 8    | 12   | 3    | 1.46.0 | 美好年華             |
| 27/10/1996 | 日本     | 東京 | 草2000 | GI   | 秋季天皇賞     | 56   | 蛯名正義 | 4    | 17   | 1    | 1.58.7 | （摩耶重炮）         |
| 24/11/1996 | 日本     | 東京 | 草2400 | GI   | 日本盃         | 55   | 岡部幸雄 | 6    | 15   | 13   | 2.26.8 | 談唱劇               |
| 15/6/1997  | 日本     | 阪神 | 草2000 | GII  | 鳴尾紀念       | 59   | 岡部幸雄 | 10   | 15   | 1    | 2.01.4 | （Tokai Taro）       |
| 6/7/1997   | 日本     | 阪神 | 草2200 | GI   | 寶塚紀念       | 58   | 蛯名正義 | 6    | 12   | 2    | 2.11.9 | 美麗週日             |
| 5/10/1997  | 日本     | 東京 | 草1800 | GII  | 每日王冠       | 59   | 岡部幸雄 | 6    | 9    | 1    | 1.46.1 | （Tsukuba Symphony） |
| 26/10/1997 | 日本     | 東京 | 草2000 | GI   | 秋季天皇賞     | 58   | 岡部幸雄 | 7    | 16   | 2    | 1.59.0 | 氣槽                 |
| 23/11/1997 | 日本     | 東京 | 草2400 | GI   | 日本盃         | 57   | 岡部幸雄 | 13   | 14   | 3    | 2.26.0 | 必得時機             |

## 退役後
退役後，吹波糖成為了配種馬，於北海道早來町（今安平町）社台Stallion Station休養，在1998年進行配種，日本配種季結束後亦會前往澳洲穿梭配種，首批子嗣於1999出生。首批子嗣可於2001年出賽。2002年12月23日，Appare Appare在名古屋大獎賽取勝，成爲首匹勝出分級賽的子嗣。2005年3月5日，Rockabubble於紐西蘭育馬者錦標取勝，成爲首匹勝出一級賽的吹波糖子嗣。
2004年被轉移至北海道門別町（今日高町）育馬者Stallion Station，於此地繼續進行配種工作。
2010年其因體態不良停止配種工作並接受治疗，但仍然於4月26日因肺炎死亡，享年17歲。

### 主要子嗣

#### 一級賽優勝子嗣
2001年生
- Rockabubble（ 紐西蘭育馬者錦標）

#### 分級賽優勝子嗣
1999年生
- Appare Appare（名古屋大獎賽）

2000年生
- Miyabi Perseus（新潟跳欄錦標）
- 糖果屋（ 基利錦標）

2001年生
- Meiner Bowknot（佐賀紀念）
- Candy Vale（ 日平線錦標）

2006年生
- Toshi Candy（子犬座錦標）
- Early Robusto（京成盃）

2007年生
- Onoyu（雪絨花賞）

## 血統簡介
父系週日寧靜是美國三冠賽雙冠馬，退役後在日本配種，在日本馬壇相當成功，贏得多項分級賽事，其子嗣贏得巨額獎金，連續12年成為日本冠軍種馬。祖父Halo爲美國賽駒，曾贏得一級賽冠軍，爲美國冠軍種馬。
母系Bubble Company爲法國賽駒，生涯僅勝出一場賽事。外祖父利法爾爲美國生產的法國賽駒，出自著名種馬北地舞人系，生涯亦僅得一敗，退役後亦成爲歐洲著名種馬，現以成爲一支獨立系統。

### 血統表
| 父線：週日寧靜系（Halo系）             |                             |                 |               |
| 種馬 週日寧靜 1986年（棕色）           | Halo 1969年（棕色）         | Hail to Reason  | Turn-to       |
| 種馬 週日寧靜 1986年（棕色）           | Halo 1969年（棕色）         | Hail to Reason  | Nothirdchance |
| 種馬 週日寧靜 1986年（棕色）           | Halo 1969年（棕色）         | Cosmah          | Cosmic Bomb   |
| 種馬 週日寧靜 1986年（棕色）           | Halo 1969年（棕色）         | Cosmah          | Almahmoud     |
| 種馬 週日寧靜 1986年（棕色）           | Wishing Well 1975年（棗色） | Understanding   | Promised Land |
| 種馬 週日寧靜 1986年（棕色）           | Wishing Well 1975年（棗色） | Understanding   | Pretty Ways   |
| 種馬 週日寧靜 1986年（棕色）           | Wishing Well 1975年（棗色） | Mountain Flower | Montparnasse  |
| 種馬 週日寧靜 1986年（棕色）           | Wishing Well 1975年（棗色） | Mountain Flower | Edelweiss     |
| 繁殖雌馬 Bubble Company 1977年（栗色） | 利法爾 1969年（棗色）       | 北地舞人        | 新北區        |
| 繁殖雌馬 Bubble Company 1977年（栗色） | 利法爾 1969年（棗色）       | 北地舞人        | Natalma       |
| 繁殖雌馬 Bubble Company 1977年（栗色） | 利法爾 1969年（棗色）       | Goofed          | Court Martial |
| 繁殖雌馬 Bubble Company 1977年（栗色） | 利法爾 1969年（棗色）       | Goofed          | Barra         |
| 繁殖雌馬 Bubble Company 1977年（栗色） | Procide 1969年（栗色）      | Prominer        | Beau Sabreur  |
| 繁殖雌馬 Bubble Company 1977年（栗色） | Procide 1969年（栗色）      | Prominer        | Snob Hill     |
| 繁殖雌馬 Bubble Company 1977年（栗色） | Procide 1969年（栗色）      | Euridice        | Tabriz        |
| 繁殖雌馬 Bubble Company 1977年（栗色） | Procide 1969年（栗色）      | Euridice        | Euroclydon    |
| 雌系：號族：1-b                        |                             |                 |               |
| 五代內近親交配：Almahmoud 4×5          |                             |                 |               |

## 命名由來
名字Bubble Gum Fellow（バブルガムフェロー）意思是「噬咬吹波糖的男子」，繼承自母系Bubble Company的名字，香港則直接翻譯为「吹波糖」。

## 外部連結
- 吹波糖 netkeiba.com （页面存档备份，存于）
- 血統表 （页面存档备份，存于）